# Mick van Dijke
Mick van Dijke (* 15. März 2000 in Goes) ist ein niederländischer Radrennfahrer.

## Sportlicher Werdegang
Mit dem Radsport begann Mick van Dijke im Alter von 12 Jahren zusammen mit seinem Zwillingsbruder Tim. Die Brüder waren zunächst im Mountainbikesport aktiv und wurden acht Jahre in Folge wechselseitig Landesmeister im Cross-Country in ihrer jeweiligen Altersklasse. Da sie kein richtiges Team hatten und sich im MTB nicht weiterentwickeln konnten, wechselten sie zur Saison 2020 zum Straßenradsport.
2020 wurden die Brüder Mitglied im Jumbo-Visma Development Team. Während sein Bruder Tim nach einem Sturz längere Zeit pausieren musste, erzielte Mick van Dijke seine ersten internationalen Erfolge und wurde auch schon beim UCI WorldTeam von Jumbo-Visma eingesetzt. Bei den nationalem Meisterschaften 2021 wurden die Brüder van Dijke wechselseitig Meister und Vizemeister im Straßenrennen und Einzelzeitfahren der U23. Nach dem Gewinn der Gesamtwertung der Flanders Tomorrow Tour wurde Mick van Dijke vorzeitig in das Profiteam übernommen. Während seiner Zeit im Team fuhr er wiederholt Top-10-Platzierungen ein, blieb aber ohne zählbaren Erfolg.
Zur Saison 2025 wechselte Mick van Dijke gemeinsam mit seinem Bruder zum Team Red Bull-Bora-hansgrohe.

## Familie
Sein Zwillingsbruder Tim van Dijke ist ebenso Radrennfahrer und fährt ab der Saison 2022 auch für das Team Jumbo-Visma.

## Erfolge
2020
- eine Etappe Orlen Nations Grand Prix

2021
- Niederländischer Meister (U23) – Einzelzeitfahren
- eine Etappe, Mannschaftszeitfahren und Nachwuchswertung Kreiz Breizh Elites
- Mannschaftszeitfahren Tour de l’Avenir
- Gesamtwertung, zwei Etappen und Punktewertung Flanders Tomorrow Tour
- Nachwuchswertung Kroatien-Rundfahrt

## Grand Tour-Platzierungen
| Grand Tour            | 2025 |
| --------------------- | ---- |
| Giro d’ItaliaGiro     | –    |
| Tour de FranceTour    | 113  |
| Vuelta a EspañaVuelta | …    |